# فیگور باس

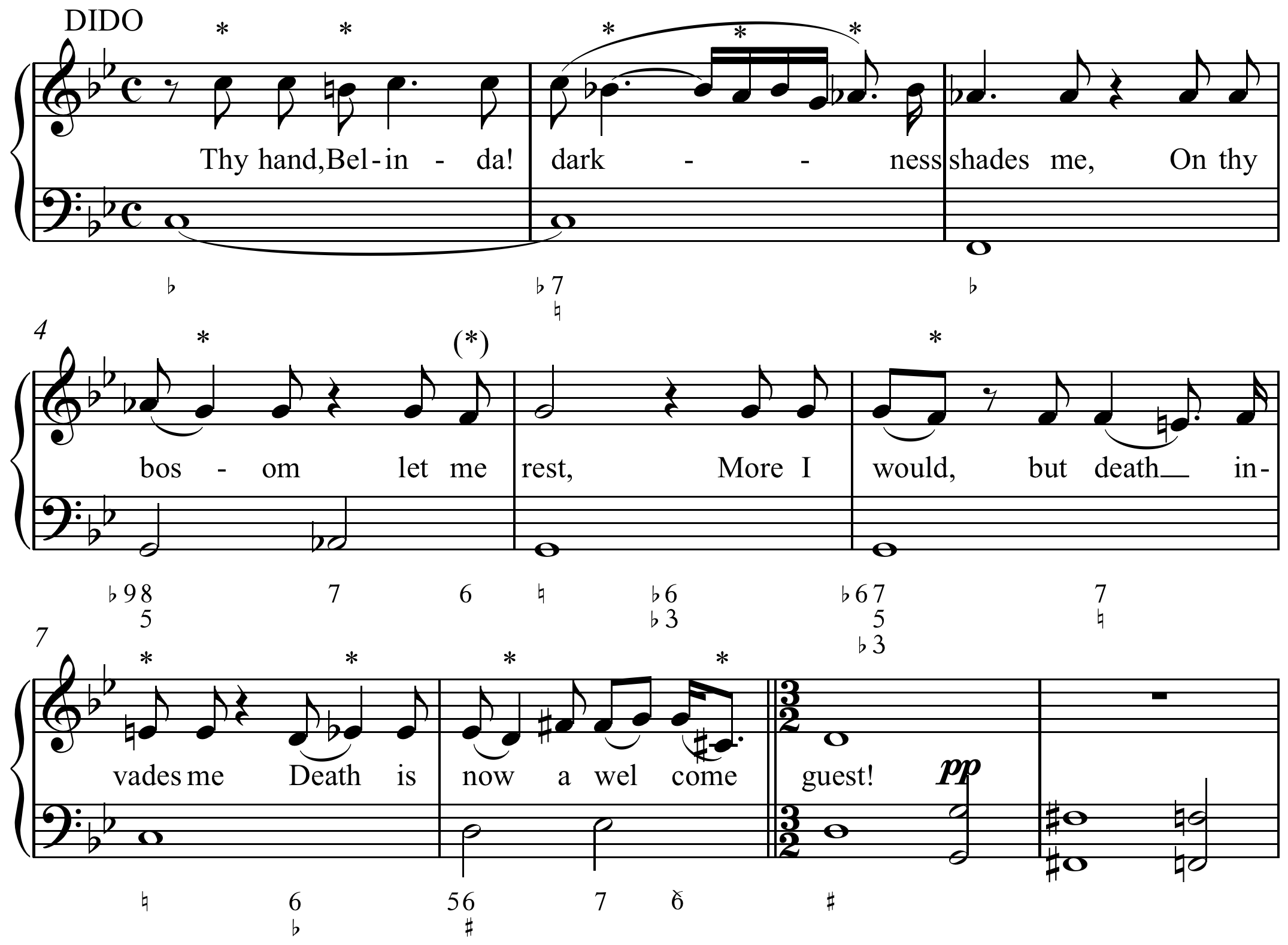
یک ملودی از هنری پورسل با استفاده از فیگور باس (۱۶۸۹) (بدون اجرای فیگور باس). (با اجرای فیگور باس).

فیگور باس (انگلیسی: Figured bass)، یک نوع نت‌نویسی است با اعداد و علائمی (گاهی دارای علامت عرضی)، که نشانگرِ فواصل زمانی، آکورد و نت‌هایی غیرزینت هستند. این نمادها توسط سازهایی مانند پیانو، هارپسیکورد، ارگ، عود، لوت، گیتار یا هر ساز دیگری که قادر به اجرای آکورد باشد، نواخته می‌شود و علایم در پایین یا بالای پنج خط حامل قرار می‌گیرد. فیگور باس به شیوهٔ باسو کونتینو هم نزدیک است که یک همراهی با بداهه است و از دوران باروک تا دورهٔ کلاسیک (حدود ۱۶۰۰ تا ۱۷۵۰م) مورد استفاده قرار می‌گرفت. اگرچه در موسیقی مدرن، به ندرت از این اعداد در بخش باس یافت می‌شود.
سیستم‌های دیگری که برای علامت‌گذاری یا نشان‌دادنِ آکورد در موسیقی کلاسیک وجود داشت، استفاده از اعداد رومی برای آنالیز هارمونی بود. سیستم جدیدتر استفاده از «حروف آکورد» است که گاهی در موسیقی‌شناسی مدرن با نام «سیستم شماره نشویل» از آن نام برده می‌شود و از حروفی است که در موسیقی جاز و پاپ از آن بهره می‌گیرند. به‌عنوان مثال: آکورد دو ماژور با مخفف «C»، آکورد دو مینور «Cm»، آکورد هفت نمایان «G7» و غیره است.

## نت‌نویسی فیگور باس
بخشی که فیگور باس در آن قرار می‌گیرد، بخشی متشکل از یک خط باس است که نت‌نویسی روی پنج خط حامل و در زیر آن همراه با نمادی از اعداد است که احتمال دارد با علامت عرضی و در بعضی موارد با بک اسلش همراه باشد. این اعداد مشخص می‌کند کدام نت و با چه فاصله‌ای در بالای نت باس و بنا بر کدام وارونگی باید اجرا شود.
در این بخش گاهی عبارت «تاستو سولو» قرار می‌گیرد و به معنی آن است که خط باس بدون هیچ آکورد یا همراهی، فقط نت نوشته‌شده را اجرا کند و از هر گونه بداهه‌نوازی پرهیز شود، تا وقتی که، نماد یا عدد جدیدی به خط باس اضافه شود. دلیل آن هم این است که طبق یک قاعده‌ای که وجود داشت و پذیرفته شده بود، هرگاه علامتی در زیر یک نت وجود نداشت، نوازنده آن نت را به‌عنوان نت پایه یک آکورد سه‌صدایی فرض می‌کرد و ممکن است حرکت بعدی نت را ادامهٔ فیگور هارمونیک قطعه بداند. به‌عنوان مثال اگر نت دو وجود داشته باشد و در ادامه نت سی بیاید که نیم‌پرده پایین‌تر است، نوازنده آن را معکوس اول آکورد نمایان (سی، ر، سل) تصور می‌کند.
کاربرد و شرح فیگور باس در میان آهنگسازان، به‌خصوص قرن هفدهم متناقص است. مثلاً هنگامی که آهنگساز احساس می‌کرد آکورد در قطعهٔ موسیقی واضح و روشن است، نماد یا عدد را حذف می‌کرد. همچنین آهنگسازان اولیه مانند کلودیو مونته‌وردی، فاصله‌های بیشتر از اکتاو را با اعدادی مانند ۱۰، ۱۱ و ۱۲ مشخص می‌کردند.

### شماره‌ها
| سه‌صدایی | سه‌صدایی  | سه‌صدایی           | سه‌صدایی    |
| مثال | نماد     | فاصله‌ها با نت باس | معکوس      |
| --- | -------- | ----------------- | ---------- |
| { \override Score.TimeSignature #'stencil = ##f \new PianoStaff << \new Staff << \relative c' { \clef treble \time 3/4 <e g c>4 <c g' c> <c e g> } >> \new Staff << \relative c { \clef bass \time 3/4 c4 e g } \figures { < _ >4 <6> <6 4> } >> >> }                   | -        | 5 3               | حالت پایگی |
| { \override Score.TimeSignature #'stencil = ##f \new PianoStaff << \new Staff << \relative c' { \clef treble \time 3/4 <e g c>4 <c g' c> <c e g> } >> \new Staff << \relative c { \clef bass \time 3/4 c4 e g } \figures { < _ >4 <6> <6 4> } >> >> }                   | 6        | 6 3               | معکوس اول  |
| { \override Score.TimeSignature #'stencil = ##f \new PianoStaff << \new Staff << \relative c' { \clef treble \time 3/4 <e g c>4 <c g' c> <c e g> } >> \new Staff << \relative c { \clef bass \time 3/4 c4 e g } \figures { < _ >4 <6> <6 4> } >> >> }                   | 6 4      | 6 4               | معکوس دوم  |
| آکوردهای هفت |          |                   |            |
| مثال | نماد     | فاصله‌ها با نت باس | معکوس      |
| { \override Score.TimeSignature #'stencil = ##f \new PianoStaff << \new Staff << \relative c' { \clef treble \time 4/4 <b d f>4 <g d' f> <b f' g > <b d g> } >> \new Staff << \relative c { \clef bass \time 4/4 g4 b d f } \figures { <7>4 <6 5> <4 3> <4 2> } >> >> } | 7        | 7 5 3             | حالت پایگی |
| { \override Score.TimeSignature #'stencil = ##f \new PianoStaff << \new Staff << \relative c' { \clef treble \time 4/4 <b d f>4 <g d' f> <b f' g > <b d g> } >> \new Staff << \relative c { \clef bass \time 4/4 g4 b d f } \figures { <7>4 <6 5> <4 3> <4 2> } >> >> } | 6 5      | 6 5 3             | معکوس اول  |
| { \override Score.TimeSignature #'stencil = ##f \new PianoStaff << \new Staff << \relative c' { \clef treble \time 4/4 <b d f>4 <g d' f> <b f' g > <b d g> } >> \new Staff << \relative c { \clef bass \time 4/4 g4 b d f } \figures { <7>4 <6 5> <4 3> <4 2> } >> >> } | 4 3      | 6 4 3             | معکوس دوم  |
| { \override Score.TimeSignature #'stencil = ##f \new PianoStaff << \new Staff << \relative c' { \clef treble \time 4/4 <b d f>4 <g d' f> <b f' g > <b d g> } >> \new Staff << \relative c { \clef bass \time 4/4 g4 b d f } \figures { <7>4 <6 5> <4 3> <4 2> } >> >> } | 4 2 یا 2 | 6 4 2             | معکوس سوم  |

اختصارات فیگور باس برای آکورد سه‌صدایی و آکورد هفت، در جدول سمت چپ نشان داده می‌شود.
در مثال زیر، اعداد فاصله‌های بالاتر از نت نوشته‌شده را نشان می‌دهد که باید اجرا شود:
در مثال بالا، نت باس، نت دو است و اعداد ۴ و ۶، نشان می‌دهد که این فاصله باید بالاتر از نت دو اجرا شود که حاصل آن، یک نت فا و لا است. به عبارتی دیگر معکوس دوم آکورد فا ماژور است.
در مواردی که اعداد ۳ یا ۵ به ترتیب از پایین به بالا قرار دارند، این شماره‌ها معمولاً حذف می‌شوند:
و مثال بالا بدین معنی است:
و بدین صورت درک و اجرا می‌شود:
در اجرای فیگور باس نوازنده ممکن است تفسیر متفاوتی از مثال‌های بالا داشته باشد و آن را نوع دیگری اجرا کند. مثلاً آکورد را همراه با آرپژ به جای «آکورد بسته» بنوازد، یا در اکتاو دیگری اجرا شود یا شاملِ افزودن آرایه به آکورد باشد، که این امر بستگی به نوعِ تمپو و بافت موسیقی دارد.
گاهی بعضی اعداد دیگر نیز حذف می‌شوند، عدد «2» به تنهایی یا اعداد (4
2)، نشانگر وضعیت () است. از دیدگاه نویسندهٔ فیگور باس خلاصهٔ این اعداد به وضوح معکوس سوم آکورد هفت را نشان می‌دهد. بنابر این نوازنده نتیجه می‌گیرد که به‌طور واضح فاصلهٔ بعدی باید عدد «6» قرار داشته باشد. در بسیاری از موارد می‌توان از نماد فیگور باس چشم‌پوشی کرد و این هنگامی است که حرکت و توالی آکورد و ملودی کاملاً مشخص است.
در برخی دیگر از نمونه‌های نت‌نویسی برای فیگور باس، آکورد در بخش بالایی تغییر می‌کند اما نت باس نگه داشته می‌شود، در این مواقع اعداد مربوط به آکورد جدید در هر جایی که قرار است تغییر کند، نوشته می‌شود. در مثال زیر آکورد لا مینور به آکورد دو ماژور تغییر می‌کند. مثال:
  و نت نوشته‌شده بدین صورت اجرا می‌شود  
در مقابل، هنگامی که آکورد بخش بالایی تغییر نکند ولی نت باس تغییر کند، یک خط کشیده به دنبال عدد مورد نظر تا زمانی که آکورد بالایی باید بماند، امتداد دارد. مثال:
  و نت نوشته‌شده بدین صورت اجرا می‌شود  
در مثال بالا باید توجه کرد که در نتیجهٔ این خط ممتد و تغییر خط باس، وضعیت آکورد از (6
3) به (7
4)، تغییر می‌کند اما عددی نوشته نشده‌است.

### علایم تغییردهنده آکورد
وقتی یک علامت عرضی به تنهایی و بدون شماره نشان داده شود، بدین معنی است که سوم آکورد باید به بالا یا پایین تغییر کند، و اگر شماره داشته باشد، به‌طور مشخص روی آن عدد تغییر اعمال می‌شود. در مثال زیر دو نمونه از تغییر نت با عدد و بدون عدد است:
  و نت نوشته‌شده بدین صورت اجرا می‌شود 
بعضی وقت‌ها علامت عرضی به جای آنکه قبل از شماره قرار بگیرد، بعد از شماره نوشته می‌شود.
در ادامهٔ تکمیل و تشریح نت‌نویسی برای فیگور باس، اگر علامت افزوده‌ای (+) به عدد اضافه شود، باید نت مورد نظر نیم‌پرده (دیز) افزایش یابد (یا اگر به صورت طبیعی در گام بمل باشد، بکار می‌شود). روش دیگر و متفاوتی نیز وجود دارد که علامت بک اسلش روی خودِ عدد قرار می‌گیرد؛ بنابراین سه علامت در مثال زیر، همه نشان‌دهندهٔ یک چیز است:
 و نت نوشته‌شده بدین صورت اجرا می‌شود 
در این شیوه به ندرت اتفاق می‌اقتد که عددی با خط اریب نشان بدهد که ارتفاع آکورد نیم‌پرده کاسته شود:
 و نت نوشته‌شده بدین صورت اجرا می‌شود  
هنگامی که از «دیز» یا «بمل» ثابت و مشخص‌شده در سرکلید استفاده می‌شود، ممکن است معنای آن کمی متفاوت باشد به‌ویژه در موسیقی قرن هفدهم این تفاوت بیشتر است. همچنین ممکن است برای لغو علامت «بمل» در سرکلید یا بالعکس، به‌جای علامت «بکار» از علامت «دیز» استفاده شود.

### مثال از متون موسیقی

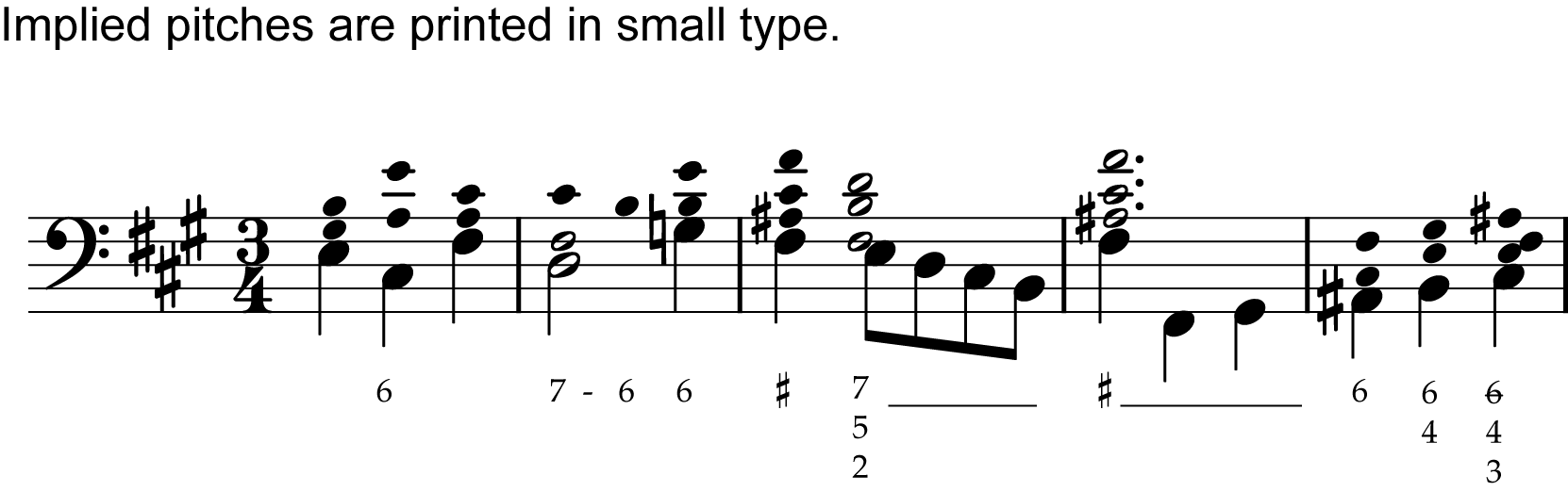
نمونه‌ای از فیگور باس، اثر: یوهان سباستیان باخ، (BWV 443)

## یادداشت
1. ↑  باسو کونتینو اعدادی هستند که روی نت باس نوشته می‌شود. این اعداد نوع آکورد و نحوهٔ قرار گرفتن سه صدای بالایی در هارمونی را مشخص می‌کند و نوازندهٔ ساز شستی‌دار با تعقیب این نمادها، به اجرای موسیقی می‌پردازد.[۱]
2. ↑  chord letters
3. ↑  Nashville Number System
4. ↑  tasto solo